# Henderikus van Belkum
Henderikus van Belkum (Leeuwarden, 20 januari 1851 – aldaar, 26 december 1917) was een Nederlands organist.
Van Belkum werd geboren in de bakkersfamilie van Klaas van Belkum en Antonia Francisca Bos. Hijzelf was getrouwd met Teunisje Top uit Enkhuizen. Van Belkum was enige tijd werkzaam in de boekhandel van Wopke Eekhoff.
Hij was voor meer dan veertig jaar de vaste organist van de Doopsgezinde kerk in Leeuwarden. Vlak voor zijn dood werd hij daarvoor nog gehuldigd. Zijn plaatsvervanger was Fokke Bakker van orgelbouwers Bakker & Timmenga. Daarnaast gaf hij ook "los" orgelconcerten in en om Leeuwarden. Hij bestierde tevens een concertbureau voor bijvoorbeeld De Harmonie. 
Hij was de man achter boek-, muziekhandel en uitgeverij Fa. H. van Belkum, jarenlang gevestigd aan Kelders, die tot midden jaren dertig bleef voortbestaan. In 1909 heeft hij het toen net vernieuwde orgel van de Nederlands Hervormde kerk te Heerenveen ingewijd.
Bij de uitgeverij verscheen onder meer De hedendaagsche kwakzalver, een waarschuwing voor allen die hun gezondheid en hun beurs op prijs stellen van Vitus Bruinsma en Gerard Bruinsma.